# Conectividade ecológica

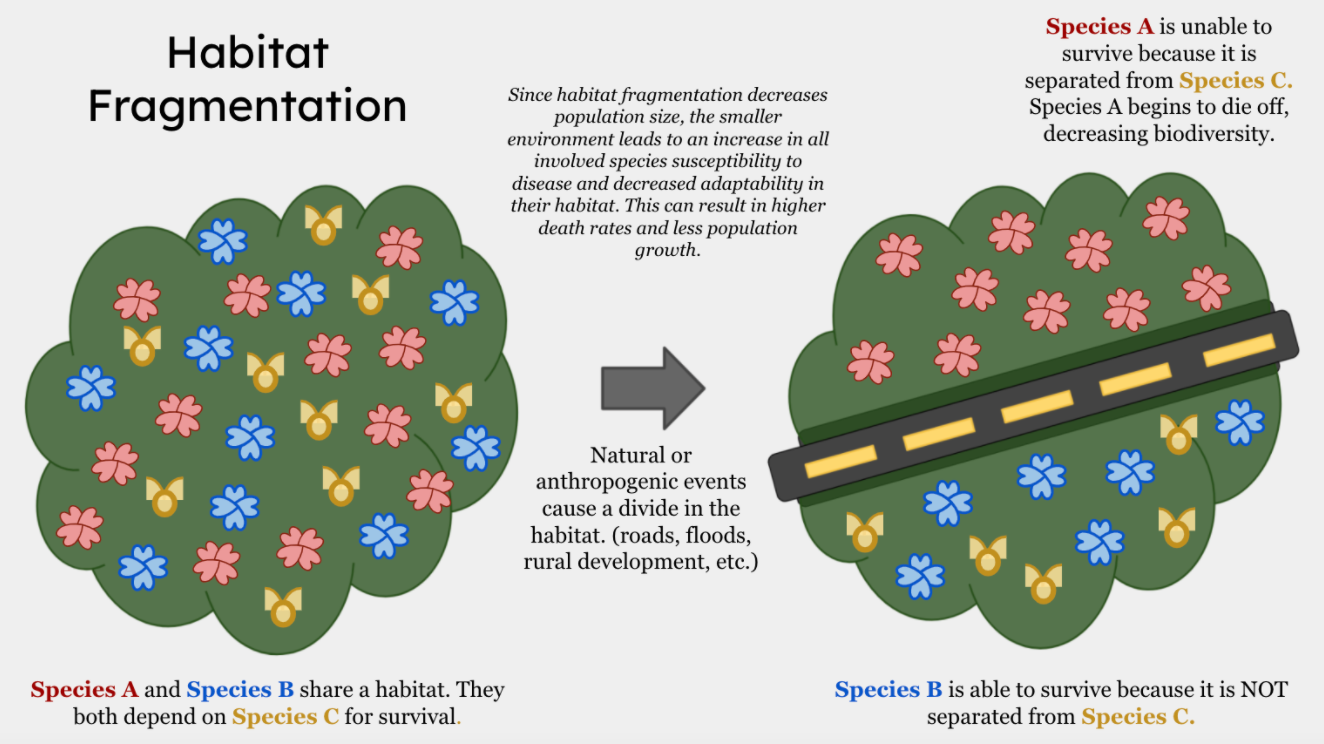
Diagrama que representa o que pode ocorrer com as espécies em um ambiente fragmentado, que perde conectividade.

A conectividade ecológica é definida na Ecologia como a capacidade que uma população ou um conjunto de populações de uma espécie possui para se relacionar com indivíduos de outra população em um território fragmentado.
A conectividade ecológica pode também ser definida como a capacidade de ecossistemas similares se conectarem entre si em uma paisagem fragmentada. Esta conexão realiza-se mediante corredores ecológicos.
As principais características da conectividade ecológica são:
1. É um atributo diferente para a cada espécie.
2. É espacial.
3. Mede as conexões funcionais entre ecossistemas no território.

O conceito de conectividade ecológica é complementar ao de fragmentação ecológica. Quanto maior a fragmentação, menor a conectividade.
Uma conectividade nula seria, por exemplo, aquela que ocorre entre ecossistemas insulares oceânicos.

A conectividade ecológica é utilizada como uma ferramenta na gestão de áreas naturais protegidas, como no caso do Artigo 10 da Diretiva de Habitat da União Europeia, relativa à preservação dos habitats naturais e da fauna e da flora selvagens:
Quando julgarem necessário, no âmbito das respectivas políticas de ordenamento do território e de desenvolvimento, e especialmente a fim de melhorar a coerência ecológica da rede Natura 2000, os Estados-membros envidarão esforços para incentivar a gestão dos elementos paisagísticos de especial importância para a fauna e a flora selvagens.

Estes elementos são todos os que, pela sua estrutura linear e contínua (tais como rios e ribeiras e respectivas margens ou os sistemas tradicionais de delimitação dos campos) ou pelo seu papel de espaço de ligação (tais como lagos e lagoas ou matas), são essenciais à migração, à distribuição geográfica e ao intercâmbio genético de espécies selvagens.

## Consulte também
- Biodiversidade
- Fragmentação de habitat
- Migração animal